# هانتس پوینت (برانکس)
هانتس پوینت (به انگلیسی: Hunts Point) یک منطقهٔ مسکونی در ایالات متحده آمریکا است که در برانکس واقع شده‌است. این مکان یکی از بزرگ‌ترین مراکز توزیع مواد غذایی در جهان است، مرزهای بازار تعاونی هانتس‌پوینت  عبارتند از: بزرگراه بروکنر در غرب و شمال، رودخانه برانکس در شرق و رودخانه شرقی در جنوب. خیابان هانتس‌پوینت خیابان اصلی هانتس‌پوینت است.
هانتس‌پوینت  ۱۲٬۲۸۱ نفر جمعیت دارد.